# Klaus J. Behrendt
Pour les articles homonymes, voir Klaus.
Klaus Johannes Behrendt, né le 7 février 1960 à Hamm est un acteur allemand. 

## Biographie et carrière
Il s'est fait connaître à l'étranger grâce à son rôle de Max Ballauf dans la série Tatort. Outre cette série, il a joué dans de nombreux films et téléfilms
Il est fils de pédiatre et a grandi en Westphalie. Il y apprendra le métier de technicien des mines après son service communautaire de 1981 à 1984, il prend des cours de théâtre à Hambourg. Il jouera ensuite dans plusieurs pièces connues, telles que Songe d'une nuit d'été.
Il commence sa carrière télé en 1989, de 1992 à 1994, et depuis 1997, il joue le rôle de l'Inspecteur Max Ballauf dans la série Tatort, diffusée sur la WDR.
Les épisodes joués sont réunis en une série sous le titre de "Inspecteur Ballauf", diffusée sur RTL9. Un peu à la manière des épisodes joués par Götz George, dans le rôle du Commissaire Schimanski, dont la série porte le même nom.

## Filmographie (sélection)
- 1990 : Tatort: Schimanskis Waffe  (TV) : Erwin Spilonska
- 1991 : Derrick : Un mort sans importance (Der Tote spielt fast keine Rolle) (TV) : Hubert Zoller
- 1991: Le Renard : Der verlorene Sieg (TV)
- 1993: Wolff, police criminelle : Der Tod einer Krankenschwester (TV)
- 1994: Un cas pour deux:  Der wahre Reichtum
- 1994 : Commissaire Léa Sommer : Les voisins (Böse Nachbarn)
- 2004 : L'Attentat contre Hitler. 20 juillet 1944 (docufiction) (TV) : Rudolf-Christoph von Gersdorff
- 2005: Tatort: Der doppelte Lott : Max Ballauf

- 2006:Le Naufrage du Pamir (Der Untergang der Pamir) (TV) : Alexander "Acki" Lüders
- 2006: Prisonniers des flammes (TV) : Horst Strasser
- 2008: L'Île des abeilles tueuses (Die Bienen – Tödliche Bedrohung) (TV) : Hans
- 2008: Présumé Coupable : Contre-enquête (Hauptgewinn Tod) (TV)
- 2011: Isenhart et les âmes perdues (Isenhart - Die Jagd nach dem Seelenfänger) (TV) : Sydal von Friedberg
- 2012:  Rommel, le guerrier d'Hitler (Rommel) (TV) Heinz Guderian